# 陳冉
陳冉，是梁振英的候任行政長官香港特首辦公室的項目主任，在中國內地大學畢業後來香港繼續進修，畢業後留港工作。

## 簡介
陳冉，上海位育中學畢業，曾多次獲得獎學金，高考成績558分，之後在清華大學新聞系畢業。2008年香港大學雙碩士畢業，任梁振英之助理，據《壹周刊》報導，她是獲得中聯辦在大專界的探子王耀瑩介紹，亦開始成為中聯辦培養對象。 。2009年她出席博鰲青年論壇，2011年成為該論壇的籌委會委員（王耀瑩、馮英倫擔任副秘書長）。同年，陳冉曾協助中聯辦和民政事務局籌辦深圳大學生運動會觀賽計劃。2011年3月，獲邀出任香港華菁會秘書長。 在2012年特首選舉梁振英勝出後，陳冉獲聘任為候任特首辦職員，由於上司認為她熟悉梁振英競選政綱。此一聘任更獲公務員事務局批准。

## 爭議
陳冉曾為共青團團員，在未成為香港永久居民時已獲委任為候任特首辦項目主任，其背景令是次聘任引起泛民議員和香港公務員團體強烈抗議，認為是中共插手香港政權的手段。亦有部分人士指出，在內地受教育的中學生逾九成五都是共青團員，亦無政治任務，陳冉的共青團背景并不足為奇；有評論認為，梁振英無視程序公平任命非永久居民為公務員的此種做法，才是值得批評的重點。

## 外部参考
1. ↑  頂天立地：不拘一格用陳冉合法合情合理 （页面存档备份，存于）《文匯報》2012年4月26日
2. ↑  泛民質疑陳冉任職 （页面存档备份，存于）《星島日報》2012年4月23日
3. ↑  上海起底　梁振英貼身共青　陳冉上位之路　《壹周刊》，第1156期，2012年05月03日。
4. ↑  . 香港華菁會.   [2012-05-01]. （原始内容存档于2014-03-09）.
5. ↑  . 太陽報. 2012-04-24  [2012-05-22]. （原始内容存档于2012-05-27）.
6. ↑  [永久]
7. ↑  思入風雲：甚麼是共青團 （页面存档备份，存于）《東方日報》2012年4月25日
8. ↑  .   [2012-09-13]. （原始内容存档于2012-06-18）.